# Neoharriotta pumila
The Arabian sicklefin chimaera (Neoharriotta pumila) là một loài cá thuộc họ Rhinochimaeridae. Nó được tìm thấy ở Somalia, Yemen, và có thể Ấn Độ. Môi trường sống tự nhiên của chúng là open seas.